# Leucospis mackerrasi
Leucospis mackerrasi är en stekelart som beskrevs av Naumann 1981. Leucospis mackerrasi ingår i släktet Leucospis och familjen Leucospidae. Inga underarter finns listade i Catalogue of Life.